# 三輪神社 (吉川市)
三輪神社（みわじんじゃ）は、埼玉県吉川市の神社。

## 歴史
創建年代は不明である。ただ創建者は平本定久で、下総国葛飾郡大谷口村（現・千葉県松戸市大谷口 ）の小金城が落城したため、当地に定着したという。そして隣の下総国葛飾郡三輪野山村（現・千葉県流山市三輪野山）の三輪神社から分霊を勧請し創建した。そのことから、江戸時代初期に創建されたものと推測される。三輪野山の三輪神社は、延喜式に記載されている式内社「茂侶神社」に比定されており、現在の名称は「茂侶神社」となっている。隣にあった「大光院」が別当寺であった。大光院は明治初期に廃寺となっている。
1910年（明治43年）の神社合祀により、浅間社が合祀された。

## 交通アクセス
- 路線バス神社前停留所より徒歩1分。